# Luis Zabala Echevarría
Luis Zabala Echevarría   (Durango, 4 de maig de 1912 - Arenys de Munt, 30 de setembre de 1986) fou un futbolista basc de les dècades de 1930 i 1940.
Jugava de defensa. Fitxà a l'Athletic Club, procedent del Cultural de Durango, on jugà durant la major part de la dècada de 1930. Amb el club basc fou dos cops campió de lliga i un de copa. Després d'un pas breu pel Reial Oviedo, fitxà pel FC Barcelona, on guanyà una nova copa d'Espanya. Posteriorment jugà a clubs com UE Vic, CF Vilanova, CE Constància a segona divisió, i UE Lleida.
Fou besavi per línia materna del futbolista Marcos Alonso Mendoza.

## Palmarès
Athletic Club
- Lliga espanyola:
  - 1933-34, 1935-36
- Copa espanyola:
  - 1933

FC Barcelona
- Copa espanyola:
  - 1942